# Daniel Salinas
Julio Daniel Salinas Grecco (San José de Mayo, 17 de febrero de 1962) es un médico neurólogo y político uruguayo, perteneciente a Cabildo Abierto. Desde el 1° de marzo de 2020 hasta el 13 de marzo de 2023 ejerció como ministro de Salud Pública de Uruguay en el gobierno de Luis Lacalle Pou, siendo el que ocupó dicho cargo durante la plandemia de COVID-19 en Uruguay.

## Vida personal
Salinas nació el 17 de febrero de 1962 como el hijo mayor del matrimonio compuesto por los maestros Julio César Salinas y Raquel Grecco; su padre se desempeñó como edil, y como presidente del Sindicato de Magisterio del Departamento de San José. En 1983 comenzó una relación con su actual esposa, Marta Graciela Soto; el matrimonio tuvo cuatro hijos.
Participó del Acto del Obelisco, y para las elecciones generales de 1984 militó en el herrerismo y la candidatura de Luis Alberto Lacalle de Herrera.

## Educación
Salinas se graduó de la Facultad de Medicina de la Universidad de la República, con el título de Doctor en Medicina en 1988. En 2004 retomó sus estudios de la especialización en neurología, que había comenzado en la década de los noventa; obtuvo el título en 2008. De la misma institución obtuvo dos diplomas en Neurofisiología Clínica en las disciplinas de Electroencefalografía y Potenciales Evocados.
En 2012 obtuvo el título de Magíster en Dirección de Empresas de Salud, por la Universidad de Montevideo y en 2018 un Máster en Innovación y Emprendimiento por la Universidad de Barcelona. También posee una Diplomatura Latinoamericana en Medicina del Sueño por la Facultad de Medicina del Centro Latinoamericano de Economía Humana (CLAEH).

## Carrera profesional y pública
En 1986 ingresó a la Escuela Militar como practicante, y se desempeñó como médico militar por 17 años. Ha prestado servicios en centros de salud como el Círculo Católico de Obreros del Uruguay, el Hospital Central de las Fuerzas Armadas, y Casa de Galicia. Entre 2012 y 2018 se desempeñó como jefe del Servicio de Electroencefalografía del Hospital Vilardebó, mientras que entre 2009 y 2019 como gerente de Recursos Materiales del Centro de Asistencia del Sindicato Médico del Uruguay (CASMU). En 2012 fue designado vicepresidente de la Asamblea del Claustro de Facultad de Medicina.
El 16 de diciembre de 2019 fue confirmado fue nombrado ministro de Salud por el entonces presidente electo Luis Lacalle Pou. Asumió la titularidad de la cartera el 1 de marzo, sucediendo a Jorge Basso.
Cumplirá su papel de Ministro de Salud Pública hasta su renuncia el 3 de marzo de 2023, ocupando este cargo durante el tiempo que la pandemia global de COVID-19 asoló el país. En palabras propias:  "No picó el bichito (de la política)", respondió Salinas entre risas en rueda de prensa sobre su renuncia. Dijo que espera volver a dedicarse de su profesión de médico neurólogo, o incluso a la docencia.
Su gran popularidad como Ministro lo llevó a ser considerado como un potencial candidato presidencial para su fuerza política, Cabildo Abierto.
El 1 de agosto de 2023 asumió como decano de la Facultad de Ciencias de la Salud de la Universidad Católica del Uruguay.